# Мартин Цамај
Мартин Цамај (енгл. Martin Camaj; Тамаљ, 21. јул 1925 — Ленгрис, 12. март 1992) био је албански фолклориста, лингвиста, песник и књижевник. Сматра се једним од најзначајнијих аутора модерне албанске прозе.

## Биографија
Рођен је 21. јула 1925. у Тамаљу, на северозападу Албанске републике. Дипломирао је на Универзитету у Београду. Постдипломске студије завршио је на Римском универзитету Сапијенца, где је касније радио као професор албанског језика. Касније се преселио у Минхен и започео рад на Универзитету Лудвиг Максимилијан.